# Daniel Heinrich von der Heydt

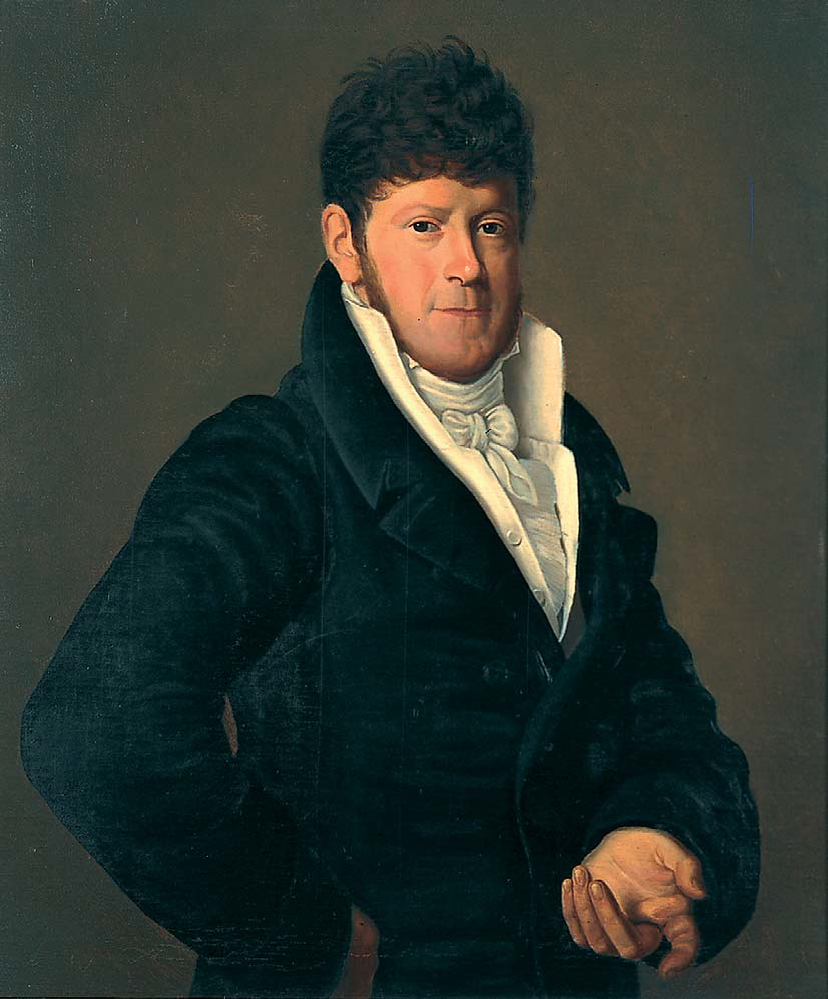
Daniel Heinrich von der Heydt (1767–1832), gemalt von Heinrich Christoph Kolbe

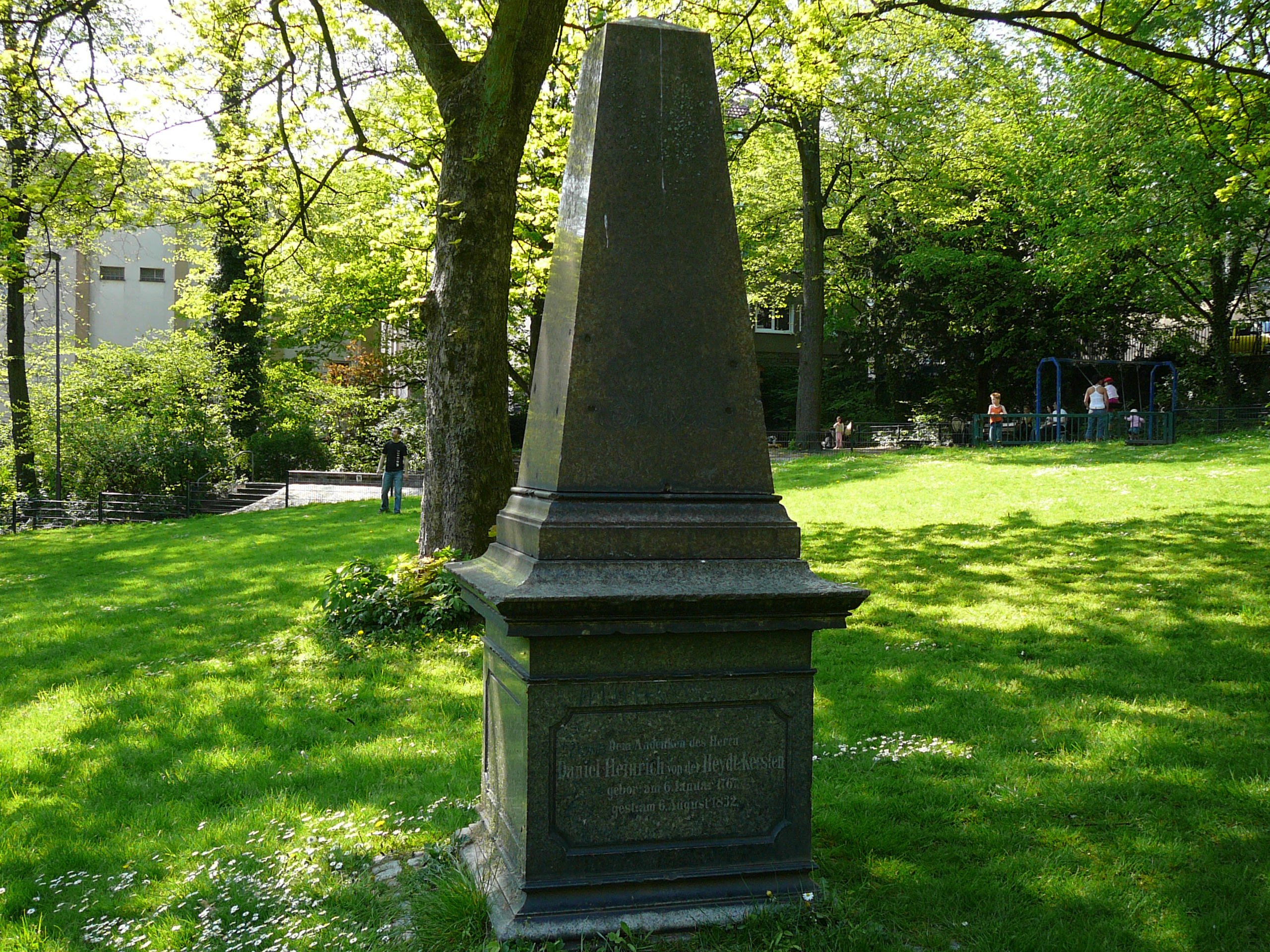
Der Grabstein von der Heydt

Daniel Heinrich von der Heydt (* 6. Juni 1767 in Elberfeld (heute Stadtteil von Wuppertal); † 6. August 1832 in Wiesbaden) war ein deutscher Unternehmer und Politiker.

## Leben
Daniel Heinrich von der Heydt wurde als Sohn des Elberfelder Bäckermeisters Johannes von der Heydt (1730–1810) und seiner Frau Klara Elisabeth Klute (1730–1795) geboren. Er heiratete am 15. Mai 1794 die Bankierstochter Wilhelmine Kersten (1771–1854), deren Vater Abraham Kersten (1733–1796) im Jahr 1754 das Elberfelder Bankhaus von der Heydt-Kersten, zusammen mit seinem Bruder Caspar Kersten, gegründet hatte. Daniel Heinrich von der Heydt trat später als Teilhaber in das schwiegerväterliche Bankhaus ein und verhalf dem Institut zu ungeahnter Blüte. Mit seiner Frau hatte von der Heydt neun Kinder, von denen einige später auch in das Bankgeschäft einstiegen, darunter der spätere Finanzminister August von der Heydt (Bankier, 1801).

## Politik
Als einflussreicher Bankier hatte von der Heydt viele Befürworter unter den Bewohnern Elberfelds. So stand er bei der Bürgermeisterwahl am 1. Mai 1805 erstmals auf der Vorschlagsliste und konnte sich sogleich gegen die Kaufleute Johann Peter van der Beeck, Johann Jakob Plücker und Johann Heinrich Maurenbrecher durchsetzen. Er wurde für ein Jahr zum Elberfelder Bürgermeister gewählt und als solcher im Jahr darauf, wie es zu der Zeit üblich war, zum Stadtrichter ernannt. Sein Nachfolger im Amt des Bürgermeisters war Johann Rütger Brüning, der nach den Befreiungskriegen auch zum ersten Oberbürgermeister Elberfelds unter preußischer Herrschaft gewählt wurde.